# Siphlonurus luridipennis
Espèce
Siphlonurus luridipennis est une espèce d'insectes appartenant à l'ordre des Éphéméroptères.

## Répartition géographique
On trouve cette espèce en Amérique du Nord